# 60. østlige længdekreds
Den 60. østlige længdekreds (eller 60 grader østlig længde) er en længdekreds, der ligger 60 grader øst for nulmeridianen. Den løber gennem Ishavet, Europa, Asien, det Indiske Ocean, det Sydlige Ishav og Antarktis.